# Cámara réflex de único objetivo

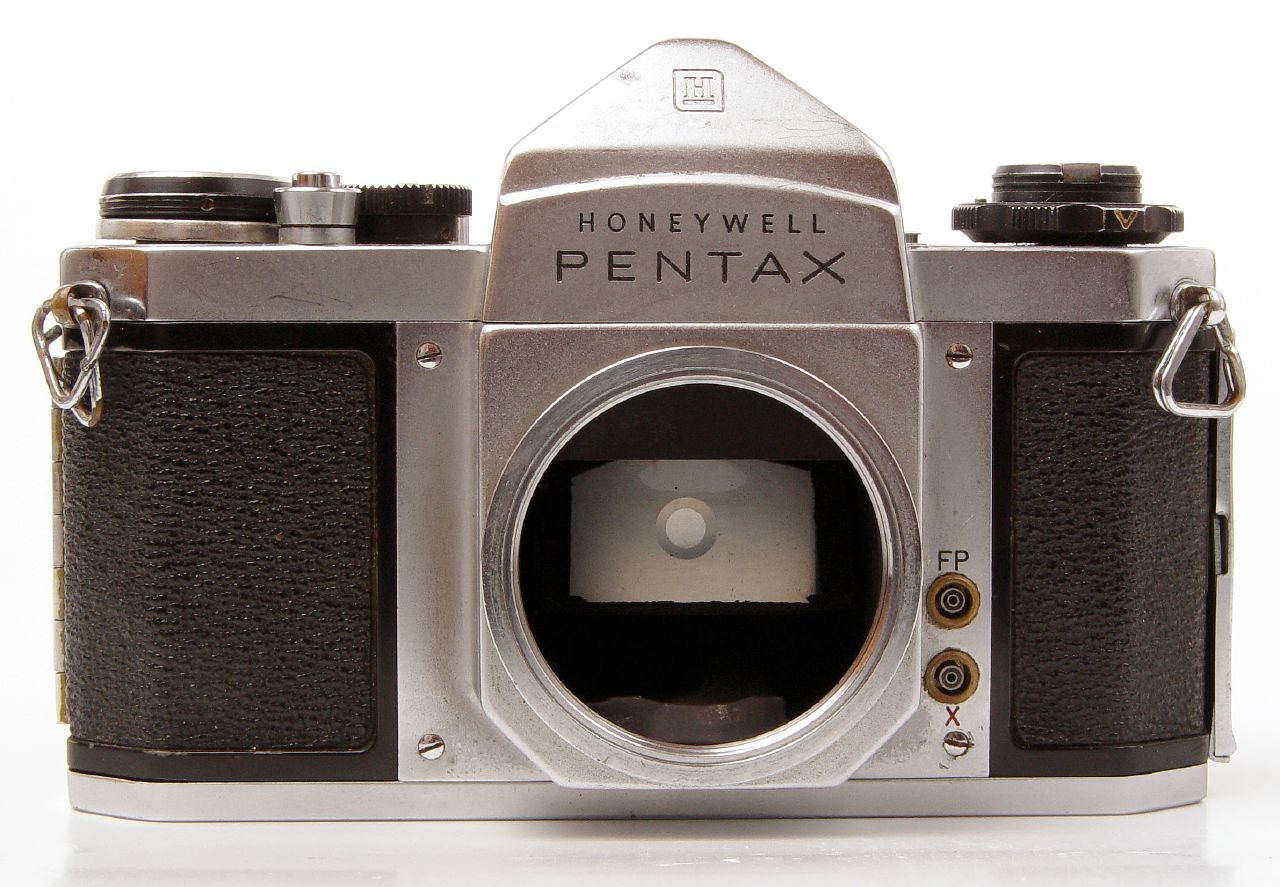

Las cámaras réflex de único objetivo, normalmente denominadas SLR (del inglés Single lens reflex) en oposición a las cámaras TLR (Twin lens reflex), son cámaras que utilizan un objetivo único para enfocar sobre el plano de imagen y al mismo tiempo ser vista por el fotógrafo. El visor de tipo SLR es el que ofrece mayor fidelidad: el encuadre observado es idéntico al que se plasmará sobre el soporte fotosensible (película o sensor), pues la imagen que ofrece el visor es la captada por el objetivo, tanto para la previsualización como en el momento del disparo.
Este tipo de visor réflex elimina cualquier tipo de error de paralaje y la imagen visualizada tiene corregida tanto la inversión vertical como la horizontal gracias a que incorporan un pentaprisma (representado en el esquema por la figura de color naranja).
Otra de las ventajas de las SLR es que, como la imagen que ofrece el visor es la misma que se va a impresionar en la película, puesto siempre proviene del mismo objetivo: si se aplica algún filtro fotográfico, etc. se podrá previsualizar el efecto introducido por el mismo. Esto no es posible con las cámaras réflex de objetivos gemelos (TLR), los cuales necesitan dos filtros para obtener la vista previa y la captura deseadas.

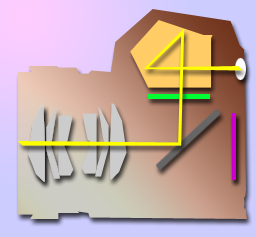
Cámara de fotos con el espejo bajado.

La imagen captada por el objetivo (en forma de luz —en el esquema representado por la línea amarilla—) llega al pentaprisma tras dos reflexiones. Tras atravesar el objetivo, la luz llega, en un primer momento, al espejo interno (representado en el esquema por la banda gris oscuro) y, de ahí, rebota (se refleja) y se forma la imagen sobre una pantalla mate (en el esquema representada como la banda verde). La imagen formada sobre la pantalla mate es recogida por el pentaprisma que corrige las inversiones, tanto la lateral como la vertical. La imagen que se ve a través del visor es la que devuelve el pentaprisma.
El pentaprisma es un dispositivo óptico que gracias a su geometría y por reflexión interna en sus dos caras espejadas vuelve a colocar la imagen en su posición no invertida lateralmente. El pentaprisma, como su propio nombre indica, es un prisma de cinco caras. Tres de estas caras son espejos; las otras dos son el vidrio pulido por donde entra la luz y sale después de voltearse lateralmente la imagen que previamente el espejo volteó verticalmente.

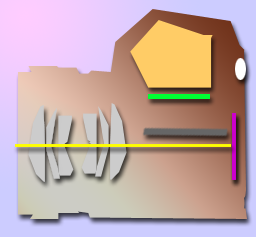
Cámara de fotos con el espejo levantado.

Cuando se dispara la foto, al tiempo que se abre el obturador, el espejo interno se levanta y entonces la luz (representada por la línea amarilla en el esquema) ya no se desvía en dirección a la pantalla mate (banda verde en el esquema) ni al pentaprisma (prisma naranja en el esquema), sino que impresiona directamente la película o en su defecto el sensor digital (en el esquema, representado por la banda rosa).